# Johannes Berchmans Göschl
Johannes Berchmans Göschl (* 26. Juni 1941 in Wildenwart bei Prien am Chiemsee) ist ein ehemaliger deutscher Benediktiner, Theologe, Kantor und Professor.

## Leben
Göschl war von 1961 bis 1994 Benediktinermönch in der Erzabtei St. Ottilien. Sein Vorname leitet sich ab von dem Jesuiten Jan (Johannes) Berchmans († 1621). Er studierte von 1964 bis 1968 Katholische Theologie am Päpstlichen Athenaeum Sant’Anselmo in Rom und von 1968 bis 1974 Kirchenmusik am Pontificio Istituto de Musica Sacra. 1976 wurde er dort mit einer Arbeit über Gregorianische Semiologie unter der Leitung von Eugène Cardine promoviert.
In St. Ottilien war er von 1978 bis 1994 Kantor. Von 1983 bis zu seiner Emeritierung 2006 war er Professor für Gregorianik an der Musikhochschule München.
Von 1979 bis 2015 war er Mitglied im Vorstand und von 1999 bis 2015 Präsident der Internationalen Gesellschaft für Studien des Gregorianischen Chorals (AISCGre). Er ist Mitherausgeber der beiden 2011 und 2018 erschienenen Bände des Graduale Novum, der offiziösen Ausgabe der liturgischen Gesänge für die römisch-katholische Messe.

## Werke
- Luigi Agustoni, Johannes Berchmans Göschl: Einführung in die Interpretation des Gregorianischen Chorals. Bosse, Regensburg 1987 (Band 1), 1992 (Band 2 in zwei Teilbänden), ISBN 3-7649-2343-1 (Band 1), ISBN 3-7649-2430-6 (Band 2/I), ISBN 3-7649-2431-4 (Band 2/II).

Antiphonale zum Stundengebet.
- mit Rhabanus Erbacher, Godehard Joppich, Albert Schramm: Deutsches Antiphonale I: Für die Sonntage und Wochentage des Kirchenjahres. Vier Türme Verlag, Münsterschwarzach 1972, ISBN 3-87868-084-8.
- mit Rhabanus Erbacher, Godehard Joppich, Polykarp Uehlein: Deutsches Antiphonale II. Für die Festtage des Kirchenjahres und die Feste der Heiligen. Vier Türme Verlag, Münsterschwarzach 1972, ISBN 3-87868-055-4.